# Luís Henrique Dias
Luís Henrique Dias, född den 18 maj 1960 i Iracemopolis i Brasilien, är en brasiliansk fotbollsspelare som tog OS-silver i fotbollsturneringen vid de olympiska sommarspelen 1984 i Los Angeles.